# Историко-этимологический словарь осетинского языка
Исто́рико-этимологи́ческий слова́рь осети́нского языка́ (осет. Ирон æвзаджы историон-этимологион дзырдуат) — важное лексикографическое произведение ираниста Василия Абаева. Первый том словаря вышел в 1958 году, а последний — в 1989 (и указатель к словарю пятым томом в 1995 г.).
Посвящённый этимологии и истории осетинского языка, словарь имеет большое значения для исследования как иранских языков вообще, так и не связанных с осетинским генетическим родством языков Кавказа.
Ещё студентом В. И. Абаев работал над подготовкой к изданию трёхтомного осетинско-русско-немецкого словаря В. Ф. Миллера под руководством профессора А. А. Фреймана. Он даже составил список не сохранившихся в рукописи слов, начинающихся с Дз. В дальнейшем он сохранил интерес к лексикологии, в 1950 году вышел под его редакцией русско-осетинский словарь, а с 1958 года началась публикация историко-этимологического словаря.
Словарь описывает лексику как иронского, так и дигорского диалектов осетинского языка. Если у слова есть фонетическое соответствие в дигорском, оба слова приводятся в одной словарной статье (в заголовок статьи вынесены два слова, разделённые вертикальной чертой). Если дигорская форма не связана этимологически с иронской, она приводится отдельной статьёй с пометкой «д.»: например, ninæğ д. «малина».
Почти каждая словарная статья словаря снабжена документированными текстовыми иллюстрациями на иронском и дигорском диалектах. Наличие текстовых иллюстраций помогает полнее понять оттенки значения слова и отчасти восполняет отсутствие документированного толкового осетинского словаря. Примеры приводятся как из современных художественных произведений и газет, так и из записей фольклора.
Словарь отражает опубликованные в отдельных исследованиях учёного взгляды: теорию многоязычного кавказского субстрата и наличие особой близости с языками, чей ареал на данный момент не соседствует с ареалом осетинского (в частности, это осетино-мегрельские соответствия и иранские заимствования в финно-угорских языках).
Для записи осетинских слов и текстовых иллюстраций составитель использует разработанную им практическую транскрипцию на латинской основе, выбор которой объясняет неустоявшейся орфографией осетинского языка (речь на самом деле о частой смене алфавитной основы в первой половине XX века, см. Осетинский алфавит). Выбранная Абаевым система записи позволила также сделать более наглядным исторический переход [k] в [tʃ] перед гласными переднего ряда.
Приведённые Абаевым этимологии впоследствии уточнялись другими исследователями.